# Cimetière ancien de Taganrog
Le cimetière ancien de Taganrog (en russe : старое городское кладбище, staroïe gorodskoïe kladbichtche) est un cimetière historique russe à la sortie de la ville de Taganrog (oblast de Rostov), dans le Sud du pays. Il est fermé aux inhumations depuis 1971. Il s'étend sur vingt hectares.

## Historique
Le cimetière a été fondé officiellement en 1809 aux limites de la ville et l'église du cimetière, dédiée à Tous-les-Saints, est consacrée en 1810 et totalement terminée en 1824. Il est entouré de murs avec un portail où était inscrite au-dessus la parole de l'Évangile : « L'heure vient où les morts entendront la voix du Fils de Dieu. »  Après l'« abolition de toute religion » par le régime bolchévique, il est ouvert aux non-orthodoxes. Après la Grande Guerre patriotique, une flamme éternelle est installée, ainsi que des monuments aux morts de la guerre.
Il est fermé aux inhumations, le 25 mai 1971. 
Dans les années 1980, certaines sépultures sont sauvées de la destruction et transférées comme œuvres désacralisées dans la cour du musée d'art de Taganrog.
Anton Tchekhov, qui vécut à Taganrog dans sa jeunesse, évoque le cimetière dans Feux, Ionytch, Une banale histoire, etc.

## État actuel
Malgré son statut actuel de monument historique protégé, il est encore dans un certain état de délabrement, ce qui lui donne une touche romantique.

## Personnalités inhumées
- Serafima Blonskaïa (1870-1947), peintre
- Constantin Igelström (1799-1851), décembriste
- Lev Koultchitsky (1813-1873), amiral et gouverneur de Taganrog, enterré à la crypte de l'église de Tous-les-Saints, du cimetière
- Paul von Rennenkampf (1854-1918), général germano-balte ancien sujet de l'Empire russe, combattant de la Première Guerre mondiale à la bataille de Tannenberg, fusillé par les bolchéviques
- Saint Paul de Taganrog (1792-1879), starets canonisé par l'Église orthodoxe russe. Ses reliques ont été transférées à l'église Saint-Nicolas de Taganrog en 1999. Une petite chapelle se trouve sur l'ancien lieu de son inhumation, près de l'église du cimetière
- Ivan Vassilenko (1895-1966), auteur soviétique de littérature enfantine

## Illustrations

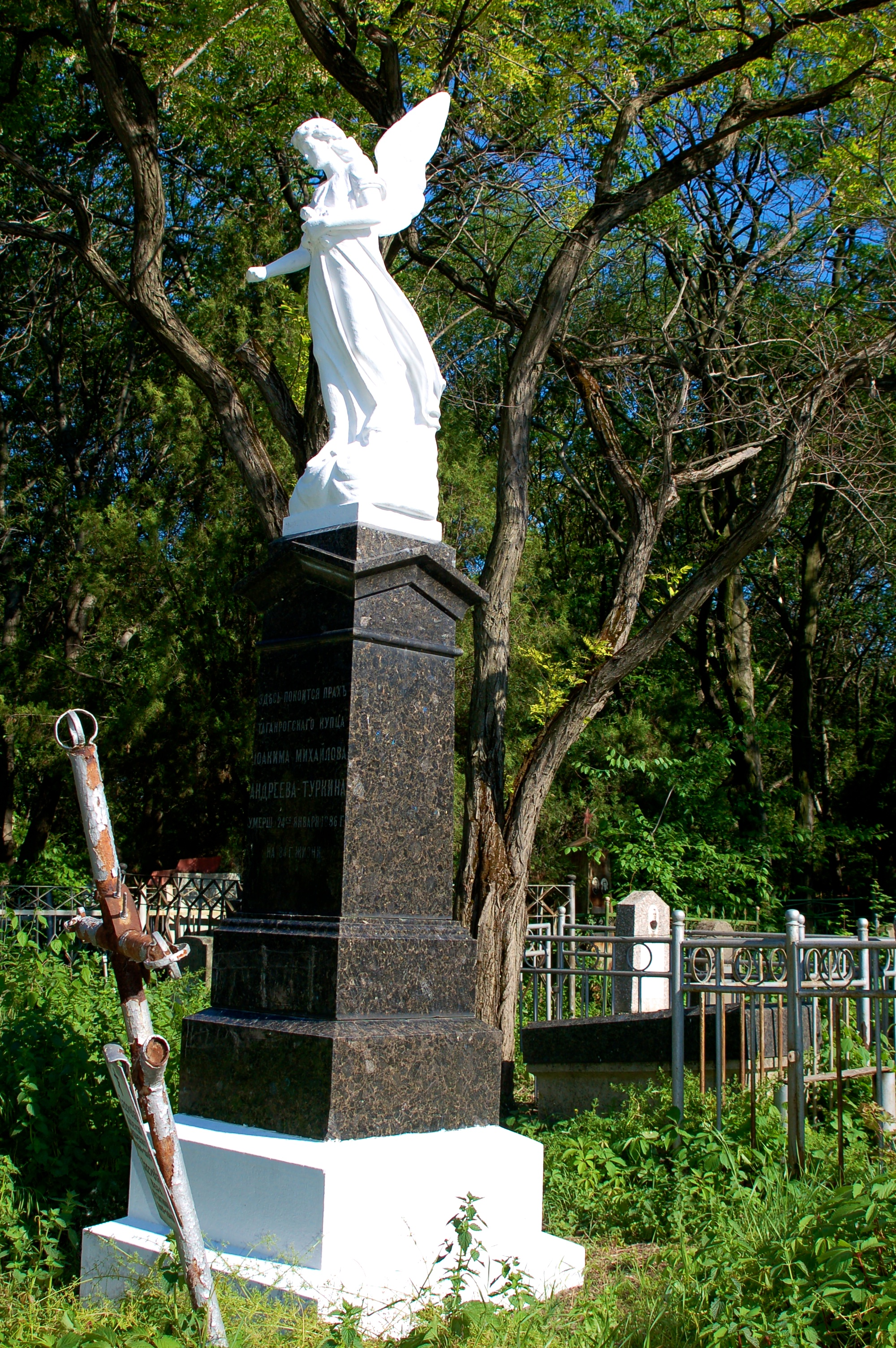
Sépulture (restaurée) de la famille Tourkine
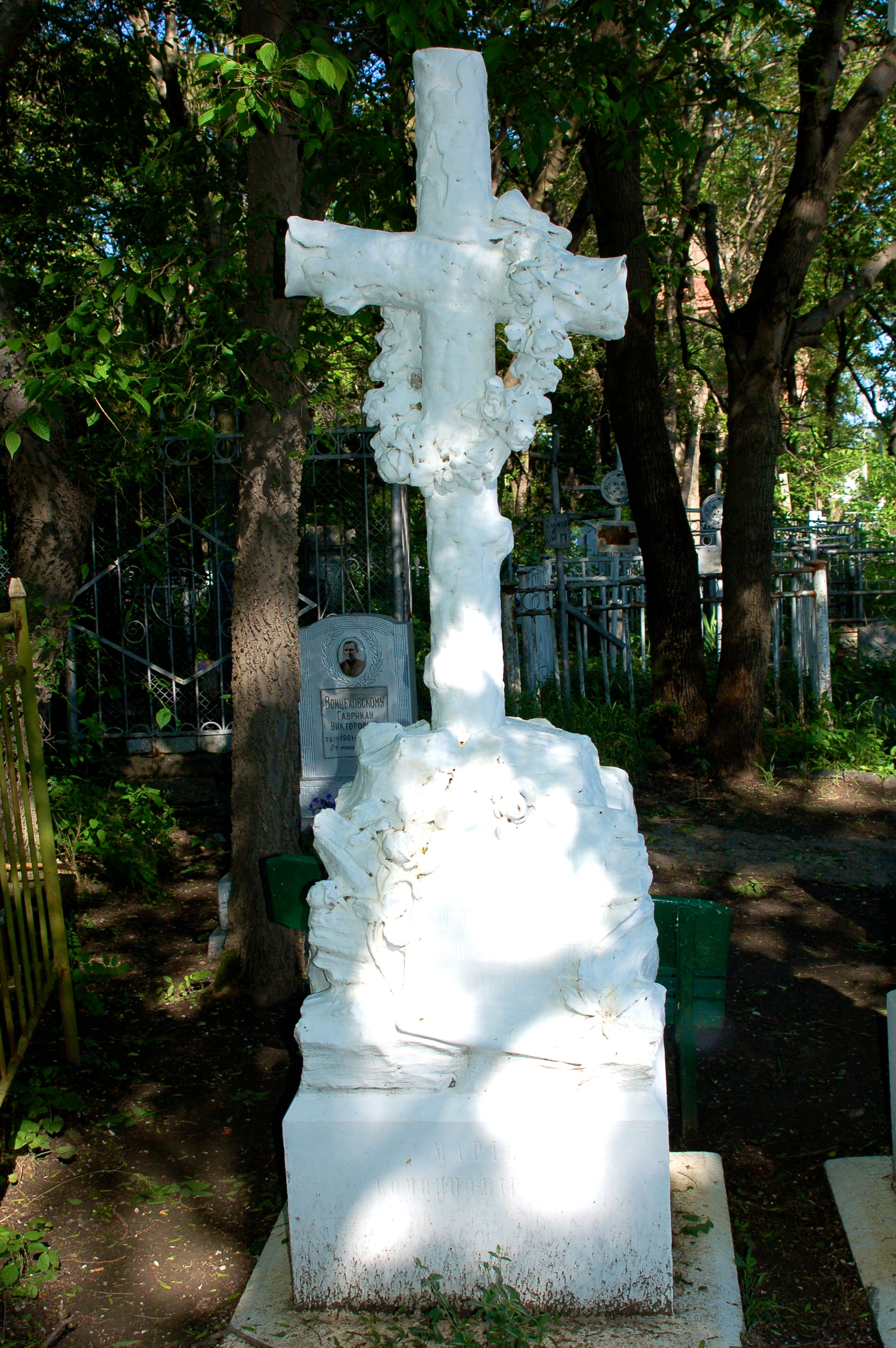
Sépulture (restaurée) de Maria Komnino-Varvatsi, descendante de Ioannis Varvatsi
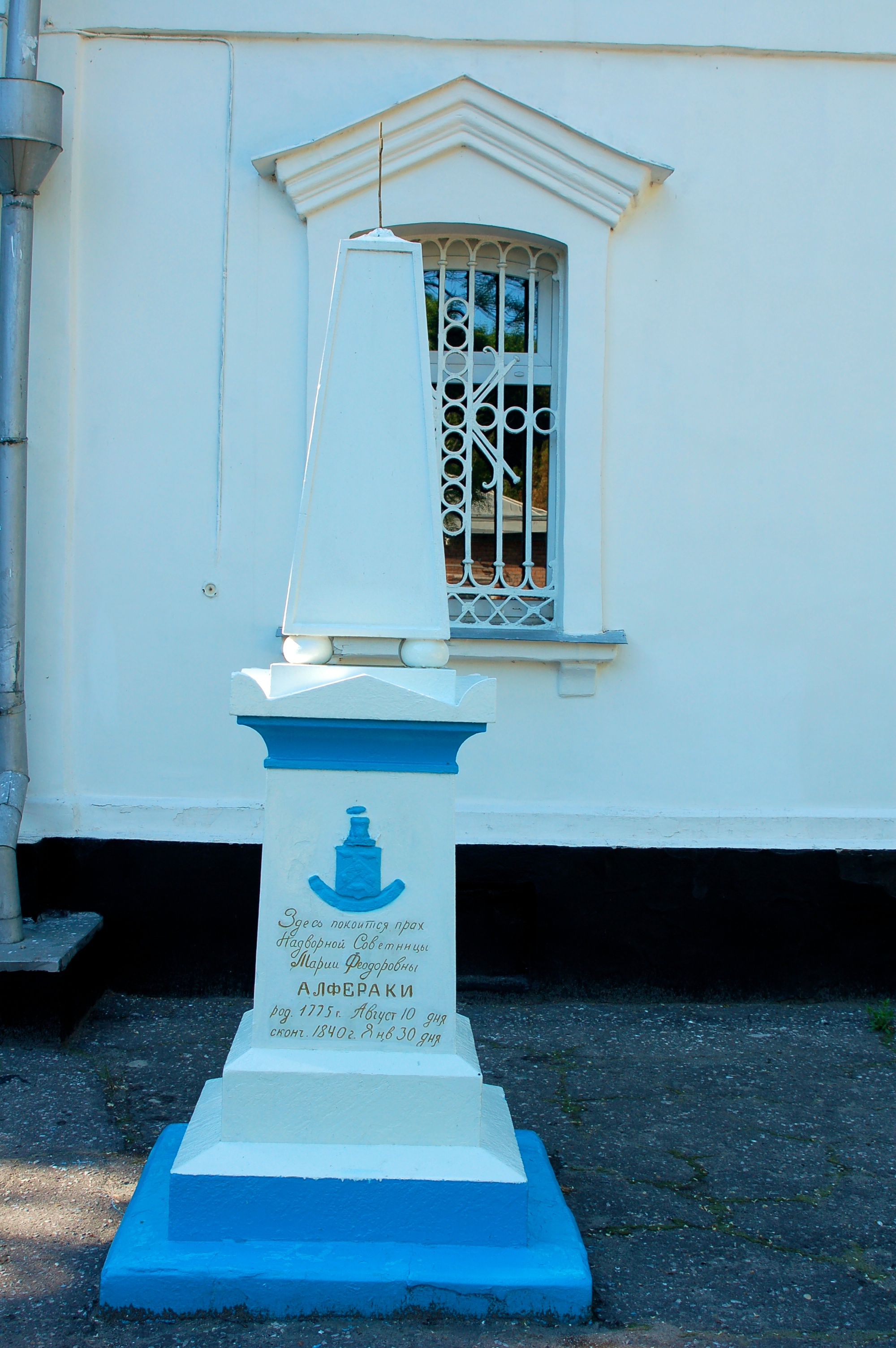
Stèle funéraire (restaurée) de Maria Alferaki (ou Alphéraki), mère de l'entomologiste et ornithologue Sergueï Alferaki et du compositeur Achille Alferaki
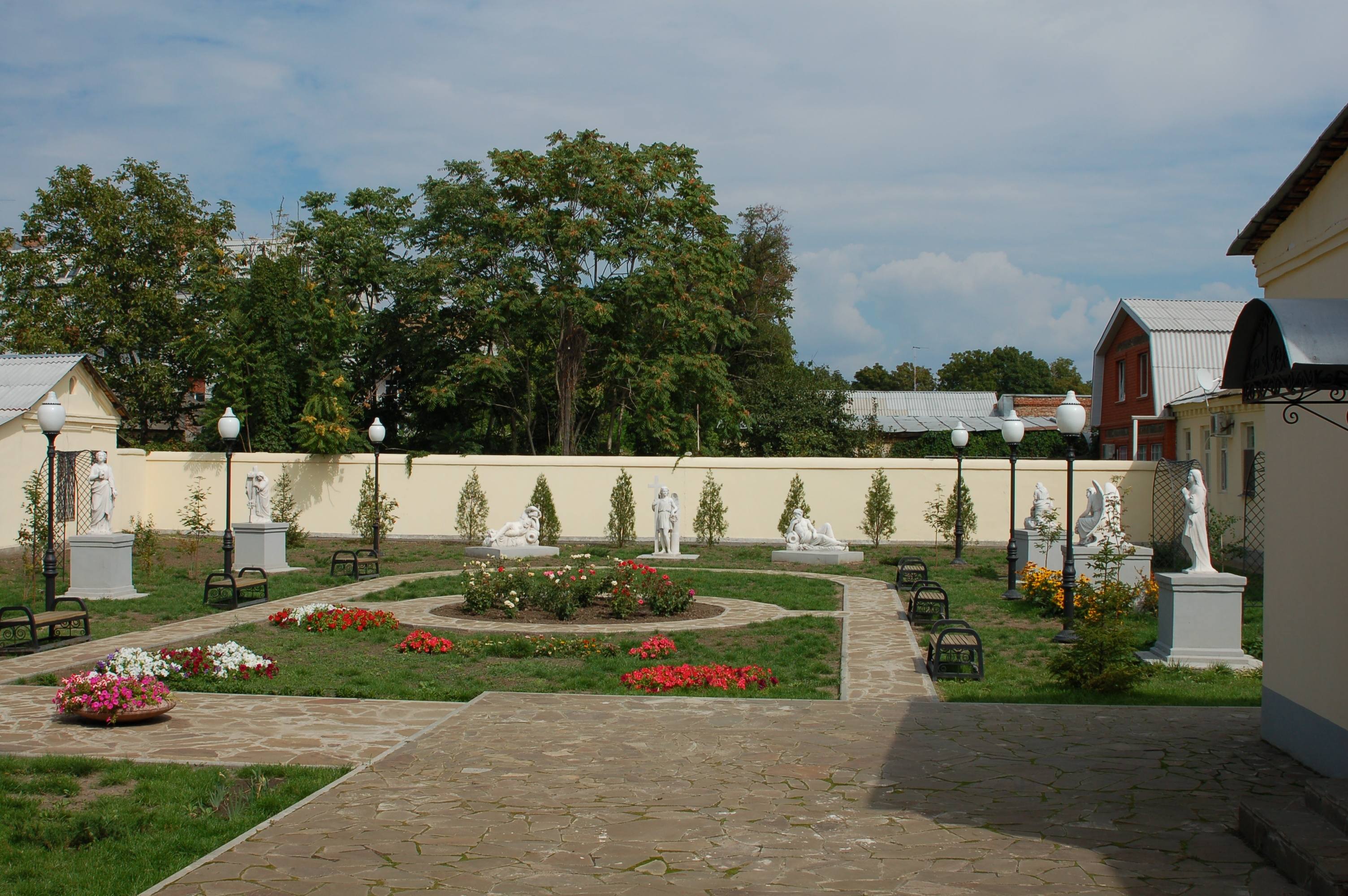
Sépultures déplacées dans la cour intérieur du musée d'art de Taganrog

## Source
- (ru) Cet article est partiellement ou en totalité issu de l’article de Wikipédia en russe intitulé « старое городское кладбище (Таганрог) » (voir la liste des auteurs).